# أمبيكا
أمبيكا هي ممثلة هندية، ولدت في 6 نوفمبر 1963 في الهند.

## وصلات خارجية
- أمبيكا على موقع IMDb (الإنجليزية)
- أمبيكا على موقع قاعدة بيانات الفيلم (الإنجليزية)